# Gerbilliscus validus
Gerbilliscus validus — вид гризунів, поширений в Анголі, Бурунді, Демократичній Республіці Конго, Ефіопії, Кенії, Малі, Руанді, Судані, Танзанії, Уганді, Замбії та Зімбабве. Його природні місця існування — суха савана, волога савана та орні землі.